# Агонгло
Агонгло (Аґонґло) (1766 — 1 травня 1797) — 9-й ахосу (володар) Дагомеї в 1774—1797 роках. Його символом був ананас. що відповідає прислів'ю — «блискавка б'є в пальму, але ананас рятується» — натяк на небезпеку, яку він уник при сходженні на трон, і на всі перешкоди, що подолав.

## Життєпис
Походив з династії Алладаксону. Син Кпенгли. Народився 1766 року в Абомеї. Отримав титул відашо (спадкоємця трону). Втім 1774 року після смерті батька на владу став претендувати стрийко Фраку. Втім Агонгло підтримали вищі посадовці держави — меху (перший міністр) та міган (верховний суддя). Втім значна частина знаті зберегла прихильність до Фраку. В результаті новий ахосу протягом року вимушений був дипломатичними заходами залагоджувати протиріччя.
Стикнувся із зменшення работоргівлі у підвладних портах. У відповідь знизив податки та скасував обмеження торгівлі рабами, а також розширив здійснив військові походи з метою захоплення якомога більшої кількості рабів. Втім низка походів проти народу махі та утворення Мале Попо завершилися невдачами. 1795 року уклав союз з державним утворення велике Попо, з яким завдав поразки махі та Малому Попо.
Водночас змінилася зовнішня ситуація. 1794 року Французька республіка заборонила работоргівлю, а французькі судна почали здійснювати напади на португальських работоргівців. Останні невдовзі припинили купляти рабів в порту Уїда. Також британські торгівці в дагомейському порту Уїда зменшили ділову активність. Все це негативно позначилося на торгівлі.
1796 року скористався внутрішньою боротьбою в державі Ойо, припинивши сплату данини до неї. разом з тим не наважився відкрито скинути залежність.
Для вирішення ситуації ахосу відправив посланця до Марії I, королеви Португалії, з пропозицією відновити работоргівлю через Уїду. В якості останнього зусилля для відновлення торгівлі з Португалією Агонгло прийняв двох португальських католицьких місіонерів, що спричинило великий протест знаті та правлячій династії, де були сильні традиції вуду. Сам оженився на Софі, що мало голландсько-африканське коріння і була католичкою (став першим дагомейським володарем, що пошлюбив метиску). Зрештою 1797 року відбувся заколот, внаслідок чого Агонгло було вбито власним братом Доганом та жінкою На Ванджіле, але тіх було схоплено й поховано живцем. Новим ахосу став другий син загиблого — Адандозан.